# Йосиф де Вохт
Отець Йосиф де Вохт (Jozef de Vocht, 29 грудня 1881, Тюрнгаут (Бельгія) — 9 грудня 1956, Брюссель) — фламандський католицький священник Згромадження Найсвятішого Ізбавителя, місіонер, біритуаліст, прийняв візантійський обряд, щоб служити українцям греко-католикам на території Східної Галичини, віце-протоігумен редемптористів східного обряду Львівської віце-провінції.

## Життєпис

### Народження і життя в Бельгії
Йосиф де Вохт народився 29 грудня 1881 року в місті Тюрнгаут, Бельгія у глибоко віруючій родині. Батьки померли, коли він був ще дитиною. Редемптористи з дитинства опікувались і допомагали Йосифові та його родині.
Вступив до єпархіальної семінарії після отримання середньої освіти. Закінчивши семінарію, 7 квітня 1907 року отримав священичі свячення в місті Мехелен, Бельгія. В 1911 році отець Йосиф вступає до Чину Найсвятішого Ізбавителя (редемптористів). 2 лютого 1912 року розпочинає новіціат, а 2 лютого 1913 року в місті Сінт-Трейден (Лімбург) склав перші обіти. Вічні обіти склав 2 лютого 1916 року.
Під час Першої світової війни був військовим капеланом і отримав офіцерський ранг.

### Праця в Україні
У червні 1922 року отець приїхав до Галичини. У Збоїсках вивчав українську мову та східний обряд. З листопада 1923 року о. Йосиф призначений до Станіславова як настоятель спільноти. У 1925 році купив для Згромадження новий дім у центрі Станіславова на вул. Глуховського, 61, який розбудував і пристосував для монастирського життя.
Наприкінці 1920-х років також був дорадником віце-протоігумена та його секретарем. Наприкінці 1930 року переїхав до Голоска (місцевість Львова) як префект Другого новіціату, де залишився до початку липня 1931 року. Проводив реколекції для семінаристів Львівської семінарії.
Завдяки старанням Митрополита Андрея Шептицького у вересні 1931 року у Тернополі засновано монастир, настоятелем якого отця Йосифа де Вохта. Редемптористам у Тернополі було передано Успенську Церкву, старий цвинтар і невеликий дім, в якому замешкав отець Йосиф.
21 червня 1933 року отця де Вохта призначено віце-протоігуменом, замість о. Йосифа Схрейверса, якого призначили протоігуменом Бельгійської провінції. Наступного місяця отець Йосиф переїхав до монастиря на Голоску як резиденції віце-протоігумена.
З серпня 1936 року до травня 1937 року отець є також настоятелем у Станіславові.
18 травня 1937 року Митрополит Андрей Шептицький передає редемптористам будинок у Львові на вул. Зиблікевича (нині Івана Франка), який мав стати провінційним домом і монастирем св. Климентія [Архівовано 22 квітня 2016 у Wayback Machine.]. Для проведення ремонтних робіт у будинку отець віддавав свою пенсію військового капелана і 13 листопада 1938 року спорудження будинку було завершено.
У жовтні 1939 року о. Йосиф дозволив усім бельгійцям виїхати до Бельгії, а сам залишився в Галичині. В часі німецько-нацистської окупації відновив ювенат та новіціат. 1945 року митрополит Йосиф Сліпий призначив його своїм заступником на випадок свого арешту. Радянська влада Львова намагалась вислати отця як іноземця, однак йому вдавалось продовжити побут у Союзі. 1946 року монастир у Львові ліквідували, о. Йосиф із місцевою спільнотою переїхав до Голоска, знаходячись під пильним наглядом агентів НКВС.

### Повернення до Бельгії
Після ліквідації монастиря на Голоску 17 жовтня 1948 року отця Йосифа разом з усіма редемптористами вивезли до Унева. 15 грудня отця викликали до Львова й наказали покинути територію Радянського Союзу. Наступного дня отець потягом виїхав через Чоп до Чехословаччини, а опісля — до Брюсселя, куди прибув 23 грудня.
Повернувшись, о. Йосиф описав усю ситуацію, яка склалась із віце-провінцією і Церквою та на початку 1949 року виїхав до Рима, щоб усе представити отцю-архимандриту. Згодом отець Йосиф повернувся і служив у Брюсселі у комуні Єтте, де й помер 9 грудня 1956 року на 74-му році життя, 43-му році від перших обітів, 40-му році від вічних обітів та 49-му році священства.